# Alamo (Kalifornia)
Alamo statisztikai település az USA Kalifornia államában, Contra Costa megyében. Lakosainak száma 15 314 fő (2020. április 1.).

## Népesség
A település népességének változása:
| Lakosok száma | 1791 | 14 570 | 15 314 |
|               | 1960 | 2010   | 2020   |